# Marcel Utembi Tapa
 (novembre 2024).
Marcel Utembi Tapa, né le 7 janvier 1959 à Luma/Molu (RDC), est un prélat congolais. Évêque puis archevêque, il est le président de la Conférence épiscopale nationale du Congo depuis 2016.

## Biographie

### Jeunesse et études
Marcel Utembi Tapa nait le 7 janvier 1959 à Luma/Molu dans la Collectivité des Alur Djuganda, Territoire de Mahagi, dans la province de l’Ituri en République démocratique du Congo. Il est le sixième enfant d’une famille nombreuse de huit enfants dont trois sont décédés.
Son père Alphonse Ucamker est mort en mars 1993 et sa mère Candide Nyameli, en septembre 2015.
Après ses études primaires, il entre au grand séminaire de philosophie au Philosophat saint Augustin de Kisangani de 1977 à 1980 puis suit des études de théologie au Théologat saint Cyprien de Bunia de 1980 à 1984.
Il est licencié en droit canonique des Facultés catholiques de Kinshasa (actuellement l’Université Catholique du Congo) de 1990 à 1993, puis il devient docteur en droit canonique à l’Université Saint-Paul d'Ottawa (Canada) de 1996 à 1999.

### Prêtre et évêque
Le 24 juin 1984, il est ordonné prêtre pour le diocèse de Mahagi-Nioka.
De 1984 et 1989, il est formateur au Petit Séminaire saint Jean XXIII de Vida. Il est ensuite administrateur paroissial de Regina Pacis d'Angumu, de 1989 à 1990. Puis de 1993 à 1996, il est secrétaire-chancelier à l’évêché de Mahagi, et de (1999 à 2001), il est vicaire général dans le diocèse de Mahagi-Nioka.
Le 16 octobre 2001, il est nommé évêque de Mahagi-Nioka et ordonné le 6 janvier 2002 à Rome par le pape saint Jean-Paul II.
De novembre 2007 à novembre 2008, il est administrateur apostolique de Kisangani. Le 28 novembre 2008, il est nommé archevêque métropolitain de Kisangani. De plus, le 21 septembre 2011, il est nommé administrateur apostolique d'Isangi, jusqu'en 2016.
Il est membre de la Conférence épiscopale nationale du Congo. Il est également membre de la Commission épiscopale des Instituts de vie consacrée et des Sociétés de vie apostolique de juin 2002 à juin 2005, puis membre de la Commission épiscopale pour les Affaires juridiques de juin 2005 à juin 2011. Il est nommé Vice-Président du Conseil d'administration de l’Université catholique du Congo de juin 2011 à juin 2016.
Il préside la Conférence épiscopale nationale du Congo (CENCO) depuis le 24 juin 2016. Il participe à l'Association des Conférences épiscopales de l’Afrique centrale (ACEAC), et enfin il est vice-président de la Commission épiscopale Caritas-Développement de juin 2011 à juin 2016.